# Ramularia pusilla
Ramularia pusilla är en svampart som beskrevs av Unger 1833. Ramularia pusilla ingår i släktet Ramularia och familjen Mycosphaerellaceae.   Inga underarter finns listade i Catalogue of Life.